# Quinto Fulvio Flaco (cónsul 180 a. C.)
Quinto Fulvio Flaco (en latín, Quintus Fulvius Flaccus) fue un político y militar romano del siglo II a. C.

## Carrera pública
Fue pretor en Cerdeña en el año 187 a. C. Tras ser tres veces candidato a cónsul, finalmente obtuvo el cargo como suffectus en 180 a. C. en el lugar de su padrastro Cayo Calpurnio Pisón que había muerto. Corrió el rumor que Pisón había sido envenenado por su mujer Hostilia Cuarta, la madre de Quinto Fulvio, para dejar lugar a que su hijo tomara el puesto de su padrastro.